# أل بيكر (ساحر استعراضي)
أل بيكر (بالإنجليزية: Al Baker)‏ هو ساحر استعراضي أمريكي، ولد في 4 أبريل 1874 في بكبسي في الولايات المتحدة، وتوفي في 24 أكتوبر 1951.